# Indacatérol
L'indacatérol est un composé organique utilisé dans le traitement symptomatique d'entretien de la broncho-pneumopathie chronique obstructive.
Le produit est un β2-agoniste administré une fois par jour .
Une étude japonaise en 2010 démontre l'efficacité d'un dosage quotidien de l'indacatérol de 150,
300 ou 600 μg livrés via une pompe offre une bronchodilatation chez les patients souffrant d'MPOC modérée à grave, avec un effet bronchodilatateur soutenu de 24 h. L'étude confirme aussi une apparition rapide de cet effet .